# 巒大杉
巒大杉（學名：Cunninghamia lanceolata var. konishii）又名台灣杉木，香杉，為柏科杉木屬的大喬木，是杉木的變種，但因其木材香氣特濃，所以又名香杉，別稱有水羅衫、烏杉。

## 特徵
常綠大型喬木，樹高可達50公尺，幹徑2.5公尺，樹皮呈淡紅褐色，其葉線形略呈鐮狀彎曲，葉螺旋狀密生扭成二列，長度1.2～2.5公分，表面有白粉，兩面皆有氣孔帶；與杉木最大的分別是葉片前端無骨質化鋒針，在枝條上排列參差不成兩縱列，葉片質軟觸摸起來較不刺手。
巒大杉毬果呈卵圓形，果鱗略呈三角形。內含三枚扁圓的種子，種子為黑褐色具有薄翅。

## 發現
本樹種於1907年由臺灣總督府官員小西成章（Nariaki Konishi）最先於南投縣信義鄉巒大山發現並由早田文藏命名。

## 分佈
台灣特有種，主要分布於臺灣中部、北部及東北部，原生於海拔1300至2800公尺山區混生於檜木林與雜木林中，也常於海拔500~1800公尺的暖溫帶氣候區當造林樹種。分布地除南投縣外還有宜蘭縣太平山、棲蘭山、花蓮碧綠、苗栗縣中雪山、臺中思源、達見、八仙山等地。

## 用途
目前除人工造林外，其木材具香氣、耐腐朽性質強，被列為針一級木，是優良建築用材。